# Grafschaft Groitzsch

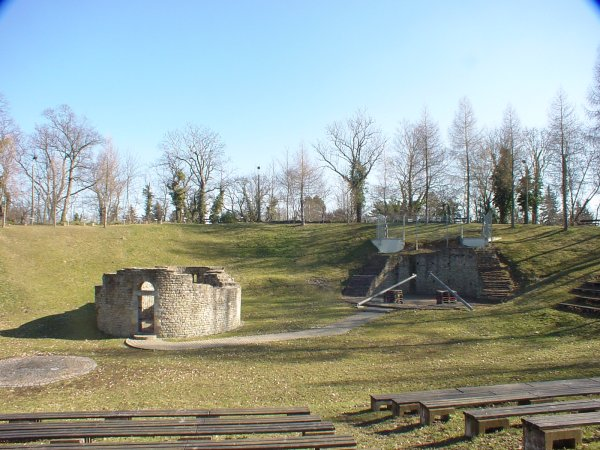
Wiprechtsburg Groitzsch

Die Grafschaft Groitzsch in der Leipziger Tieflandsbucht war in der ersten Hälfte des 12. Jahrhunderts das Herrschaftsgebiet der Familie des Wiprecht von Groitzsch mit dem Ort Groitzsch und der Wiprechtsburg als Zentrum. Mit dem Aussterben der Familie im Mannesstamm 1135 ging die Grafschaft mit Ausnahme der Burg in den Besitz der Wettiner über. Im Jahr 1460 entstand durch Zusammenlegung der Grafschaft Groitzsch (Pflege Groitzsch) mit dem markgräflich-meißnischen Pegauer Gleitsamt das Amt Pegau. 

## Stammliste
1. Swetibor
2. Wulf
  1. Wiprecht I., im Gau Balcsem (Balsamgau), ⚭ Sigena von Leinungen, † zwischen 24. Oktober 1110 und 1121/23, Erbin von Morungen und Gatersleben, Tochter des Goswin der Ältere Graf von Leinungen, Witwe von Friedrich I. von Pettendorf-Burglengenfeld, als Witwe 3. Äbtissin von Vitzenburg (heute Ortsteil von Querfurt)
    1. Otto, geht nach Byzanz
    2. Hermann, geht nach Russland
    3. Wiprecht II. von Groitzsch, † 22. Mai 1124 in Pegau, 1084/1113 und ab 1115 im Nisangau und Gau Budissin, sowie im Elbtal zwischen Pirna und Dresden, 1106 Graf, 1118 Burggraf von Magdeburg und Vogt von Stift Neuwerk in Halle, 1123 (Titular-)Markgraf von Meißen und der Niederlausitz, gründet 1091 Kloster Pegau, 1104 Kloster Lausigk, begraben in Kloster Pegau; ⚭ I um 1085 Judith von Böhmen, Erbin des Nisangaus und des Landes Budissin, † 9. Dezember 1108, Tochter des Königs Vratislav II., ⚭ II 1110 Kunigunde von Weimar, † 8. Juni 1140, Erbin von Beichlingen, Tochter des Grafen Otto I., Markgraf von Meißen, Witwe des Fürsten Jaropolk Pjotr Isjaslawitsch von Wladimir und Turau (Rurikiden) und des Grafen Kuno von Beichlingen (Northeim)
      1. (I) Wiprecht III., † 27. Januar wohl 1116, 1104 bezeugt, 1110 von Kaiser Heinrich V. gefangen genommen, begraben in Pegau, ⚭ 1110 Kunigunde von Beichlingen, Tochter des Grafen Kuno und Kunigunde von Weimar (Northeim), sie heiratete II 1116/1117 Diepold III. von Vohburg, † 8. April 1146 (Rapotonen)
      2. (I) Heinrich, † 1135, 1124 Burggraf von Magdeburg, 1131 Markgraf der Mark Lausitz, ⚭ Bertha von Gleissberg († nach 1137), Tochter des Reginbodonen Dietmar von Selbold-Gelnhausen
      3. (I) Bertha von Morungen, † 16. Juni 1143, Erbin von Burg Groitzsch, ⚭ Dedo IV. († 26. Dezember 1124) Graf von Wettin und Groitzsch

    4. Tochter ⚭ Heinrich von Leinungen
    5. Tochter ⚭ Werner der Ältere von Veltheim, 1087

## Grafen von Groitzsch aus dem Hause Wettin
- Dedo V. der Feiste, † 1190, 1144 zu Burg Groitzsch, 1156 Graf von Groitzsch
- Dietrich, † 1207, dessen Sohn
- Konrad II. von Landsberg, † 1210, dessen Bruder
- Dietrich der Bedrängte, † 1221, Neffe Dedos